# Elysian Blaze
Elysian Blaze – zespół muzyczny wykonujący black metal/funeral doom, założony w 2003 roku w Adelaide, Australia przez multiinstrumentalistę pod pseudonimem Mutaatis, który przez cały okres aktywności projektu pozostał jego jedynym członkiem.

## Dyskografia
- Beneath Silent Faces – Demo (2003)
- Prophecies of Misery – Demo (2003)
- Cold Walls and Apparitions – CD (2005)
- Levitating the Carnal – CD (2006)
- Beneath Silent Faces – CD (2007)
- Universal Absence – Split z Lyrinx i D.O.R. (2008)
- Blood Geometry – CD (2008)